# MKNK1
MKNK1 (англ. MAP kinase interacting serine/threonine kinase 1) – білок, який кодується однойменним геном, розташованим у людей на короткому плечі 1-ї хромосоми.  Довжина поліпептидного ланцюга білка становить 465 амінокислот, а молекулярна маса — 51 342.
| 10         |  | 20         |  | 30         |  | 40         |  | 50         |
| ---------- |  | ---------- |  | ---------- |  | ---------- |  | ---------- |
| MVSSQKLEKP |  | IEMGSSEPLP |  | IADGDRRRKK |  | KRRGRATDSL |  | PGKFEDMYKL |
| TSELLGEGAY |  | AKVQGAVSLQ |  | NGKEYAVKII |  | EKQAGHSRSR |  | VFREVETLYQ |
| CQGNKNILEL |  | IEFFEDDTRF |  | YLVFEKLQGG |  | SILAHIQKQK |  | HFNEREASRV |
| VRDVAAALDF |  | LHTKDKVSLC |  | HLGWSAMAPS |  | GLTAAPTSLG |  | SSDPPTSASQ |
| VAGTTGIAHR |  | DLKPENILCE |  | SPEKVSPVKI |  | CDFDLGSGMK |  | LNNSCTPITT |
| PELTTPCGSA |  | EYMAPEVVEV |  | FTDQATFYDK |  | RCDLWSLGVV |  | LYIMLSGYPP |
| FVGHCGADCG |  | WDRGEVCRVC |  | QNKLFESIQE |  | GKYEFPDKDW |  | AHISSEAKDL |
| ISKLLVRDAK |  | QRLSAAQVLQ |  | HPWVQGQAPE |  | KGLPTPQVLQ |  | RNSSTMDLTL |
| FAAEAIALNR |  | QLSQHEENEL |  | AEEPEALADG |  | LCSMKLSPPC |  | KSRLARRRAL |
| AQAGRGEDRS |  | PPTAL      |  |            |  |            |  |            |

A: Аланін

C: Цистеїн

D: Аспарагінова кислота

E: Глутамінова кислота

F: Фенілаланін

G: Гліцин

H: Гістидин

I: Ізолейцин

K: Лізин

L: Лейцин

M: Метіонін

N: Аспарагін

P: Пролін

Q: Глутамін

R: Аргінін

S: Серин

T: Треонін

V: Валін

W: Триптофан

Кодований геном білок за функціями належить до трансфераз, кіназ, серин/треонінових протеїнкіназ, фосфопротеїнів. 
Задіяний у таких біологічних процесах як регуляція трансляції, поліморфізм. 
Білок має сайт для зв'язування з АТФ, нуклеотидами, іонами металів, іоном магнію. 
Локалізований у цитоплазмі, ядрі.